# Caterina Scarpellini
Pour les articles homonymes, voir Scarpellini.
Caterina Scarpellini, née le 29 octobre 1808 à Foligno (alors dans les États pontificaux) et morte au même endroit (alors dans le royaume d'Italie) le 28 novembre 1873 , est une astronome italienne qui a contribué aux études physico-chimiques en astronomie. 

## Biographie
À 18 ans elle arrive à Rome, comme assistante de son oncle Feliciano Scarpellini, nommé directeur de l'observatoire de l'université La Sapienza situé sur le Capitole. Elle y rencontre Erasmo Fabri, étudiant puis assistant de son oncle, qu'elle épouse ; Fabri ajoute le nom de sa femme au sien. Les époux continuent à collaborer quand Feliciano Scarpellini, après sa mort, aura été remplacé par Ignazio Calandrelli, dont elle écrira une biographie.
Le 1er avril 1854, Scarpellini observe la grande comète de 1854 (de) (C/1854 F1), découverte le 23 mars par Alfred de Menciaux,. Elle établit une station météorologique à Rome en 1856. Elle assure la direction du journal Corrispondenza scientifica, qu'elle a fondé avec son mari. Elle écrit de très nombreux articles, dont les revues savantes rendent compte.
En 1856, elle fonde près de l'observatoire du Capitole une station météorologique et ozonométrique, dont les relevés (en plus des relevés hydrométriques et hydrothermiques du Tibre) sont publiés dans le Bullettino delle osservazioni ozonometriche-meteorologiche. À partir des mesures du niveau de l'ozone, elle déduit une relation inversement proportionnelle entre la concentration de ce gaz dans l'air et la propagation du choléra à Rome en 1867.
En 1872, elle est honorée par le gouvernement italien pour son travail (médaille d'or de l'État italien). Elle meurt le 28 novembre de l'année suivante,,.
Elle était membre de l'Accademia dei Georgofili et de l'Accademia dei Quiriti et membre ordinaire de la Société impériale des naturalistes de Moscou. Pratiquement oubliée de nos jours, Caterina Scarpellini n'en a pas moins participé à la « lutte perfide et indomptable entre la science et l'ignorance, entre la sagesse et la ruse [qui] se perpétue et se perpétuera toujours dans cette vallée de larmes » et elle est demeurée convaincue que « la sagesse [...] ne succombera jamais aux pièges de l'ignorance et du despotisme, origine maudite des maux des hommes ».
Un journaliste du XIXe siècle ajoute à la fin de sa courte biographie qu'elle était « une bonne mère et une vraie femme ».

## Publications

### Sélection
- Della inefficacia dell'arsenico per il trattamento delle febbri intermittenti in generale, e particolare delle febbri di Roma, Rome, 1851 — Cette recension de l'ouvrage de Félix Jacquot, de même titre, prit d'abord la forme d'une lettre à Robert Maunoir, puis fut insérée dans Corrispondenza scientifica et reproduite dans Annali universali di medicina, vol. 138, p. 644

- Osservazioni ozometriche istituite in Roma nell'agosto 1856 da Caterina Scarpellini all'altezza di metri 60,43 sul livello del mare e Lettera di Paolo Peretti sopra un odore particolare emanantesi dalle cartoline ozonizzate notato nel settembre 1856, 1857

- Osservazioni ozonometriche-meteorologiche fatte in Roma, 1859[15]

- Il grande ecclisse solare del luglio 1860 osservato da Caterina Scarpellini sul Campidoglio, 1860

- Sulli terremoti avvenuti in Roma negli anni 1858 e 1859 : rapporto di Caterina Scarpellini per la romana, Corrispondenza scientifica

- Il passaggio di Mercurio avanti il sole osservato in Roma da Caterina Scarpellini il 12 novembre 1861, Rome, 1861

- La grande cometa del 30 giugno 1861 : lettera di Caterina Scarpellini al direttore dell'Album di Roma — Il s'agit de C/1861 J1 — Extraits

- « Colpo d'occhio sopra i terremoti avvenuti in Roma negli anni 1858, 1859, 1860, 1861, 1862, relativamente alla influenza della luna », dans Sitzungsberichte der Kaiserlichen Akademie der Wissenschaften. Mathematisch-Naturwissenschaftliche Classe, vol. 47, 1863, p. 137–138

- Sulle stelle cadenti (Uranatmi) osservate in Roma sul Campidoglio il 5, 6, 7, 8, 9 e 10 agosto 1864, 1864[16] ; suivi de Osservazioni sulle stelle cadenti periodiche del 10 agosto 1866 – Lettera al commendatore B. Trompeo a Torino — Étoiles filantes observées sur le Capitole.

- La sabbia caduta in Roma nelle notti del 21 e 23 febbraro 1864 confrontata con la sabbia del deserto del Sahara. Investigazioni fisico-chimiche di Paolo Peretti e Caterina Scarpellini, Rome, Tip. delle Belle Arti, 1865

- Osservazioni di Caterina Scarpellini per l'anno 1865 con corrispondenza ed osservazioni idrometriche ed idrotermiche sul Tevere, Rome, Tip. delle Belle Arti, 1866

- Biografia dell'astronomo Ignazio Calandrelli, Rome, 1866

- (avec Paolo Peretti) Gli Uranatmi, ossia stelle cadenti del periodo di novembre 1868 osservati in Roma ed in Civitavecchia, Rome, Tip. delle Belle Arti, 1868

- Lettera necrologica intorno a Rosa Taddei, 1869

- « 1869 — Quattordici settembre — I cento anni del natale di Alessandro Humboldt[17] », dans Bullettino nautico e geografico di Roma, 1869
  - (fr) « 1869 — Le centenaire de la naissance d'Alexandre de Humboldt », dans L'Investigateur : journal de la Société des Études Historiques, vol. 9, p. 353[18],[19]

- (avec Paolo Peretti) Dimostrazione e determinazione della vera esistenza dell'ozono. Conclusioni desunte da una memoria inedita di Caterina Scarpellini e del dr. Paolo Peretti, Rome, G. Via, 1872

- Un omaggio alla memoria di Benedetto Trompeo, 1872[20] — Trompeo était médecin.

### Liste complète
- Liste de travaux (40 éléments[21])

### Revues savantes
- Corrispondenza scientifica, mensuel dirigé par Caterina Scarpellini, Rome
- Bullettino delle osservazioni ozonometriche-meteorologiche

## Hommages
- Le cratère vénusien Scarpellini a été nommé en son honneur[22].
- Monument dans le cimetière de Verano[8].